# Actinostrobus
Actinostrobus es un género de coníferas perteneciente a la familia Cupressaceae , está estrechamente relacionado con el género  Callitris. Hay tres especies en el género, todas endémicas del sudoeste de Australia.

## Descripción
Son arbustos  o pequeños árboles, que alcanzan los  3 - 8 m  de alto. Las hojas son perennes, tomando dos formas: las hojas jóvenes en forma de aguja de 10-20 mm de largo en plantas jóvenes (pero ocasionalmente en la edad adulta en A. acuminatus), y como escamas en las hojas adultas, 2 - 8 mm de largo con sólo el ápice libre. Las hojas están dispuestas en seis hileras a lo largo de las ramitas , en verticilos alternados de tres.
Los conos macho son pequeños, de 3-6 mm de largo, y se encuentran en las puntas de las ramas. Los conos femeninos empiezan de manera similar discreta, con maduración en dieciocho a veinte meses, de 10-20 mm de largo y ancho. Los conos permanecen cerrados en los árboles durante muchos años, abriendo sólo después de ser arrasados por incendios forestales, cuando libera las semillas para crecer en el suelo quemado recientemente.
La madera de Actinostrobus es ligera, suave y aromático, pero las plantas son demasiado pequeñas para cualquier uso significativo. A veces se plantan como arbustos ornamentales, pero su uso está restringido por los elevados riesgos que les impone su inflamabilidad muy alta en los incendios de matorrales.

## Especies
- Actinostrobus acuminatus - Dwarf cypress, Creeping pine, Moore cypress pine[1]
- Actinostrobus arenarius - Sandplain-cypress[1]
- Actinostrobus pyramidalis - Swan river cypress, Swamp cypress, Western Australian swamp cypress, King George's cypress pine[1]